# Rhysodesmus bolivari
Rhysodesmus bolivari är en mångfotingart som beskrevs av Chamberlin 1943. Rhysodesmus bolivari ingår i släktet Rhysodesmus och familjen Xystodesmidae. Inga underarter finns listade i Catalogue of Life.